# Salado (Teksas)
Salado – wieś w Stanach Zjednoczonych, w stanie Teksas, w hrabstwie Bell.